# 5 cm PaK 38
Il 5 cm Panzerabwehrkanone 38, abbreviato in 5 cm PaK 38, era un cannone controcarro tedesco, impiegato dalla Wehrmacht durante la seconda guerra mondiale.

## Storia
Il pezzo fu progettato dalla Rheinmetall-Borsig come successore del 3,7 cm Pak 36. Progettato attorno al 1938, entrò in produzione nel 1939 ed in servizio nel 1940, ma solo l'anno dopo, durante l'Operazione Barbarossa, venne usato su vasta scala in una grande azione bellica.

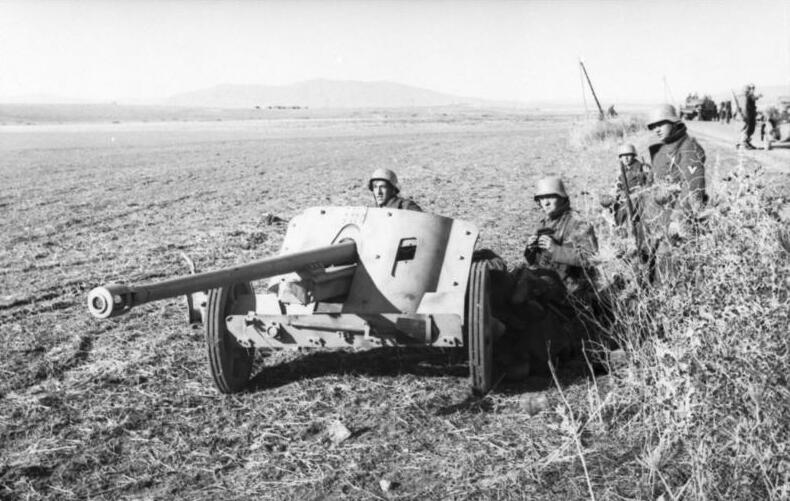
PaK 38 in Tunisia, 1943

In azione esso si dimostrò un'arma efficace, e uno dei pochi che potesse affrontare nel 1941 il T-34. La sua pecca era però la necessità di usare nuclei di tungsteno, materiale troppo prezioso per le macchine utensili, che spinse ad usare armi di maggior calibro.
La versione automatica venne adottata da aerei tedeschi come il Me.262 e persino come cannone antiaereo. Il cannone PaK 38 restò il cannone anticarro standard delle batterie controcarri della fanteria tedesca e prestò servizio per tutta la guerra. Da esso fu derivata una versione per mezzi corazzati, il 5 cm KwK 39 L/60, che trovò impiego sulle ultime versioni del carro armato medio Panzer III, venendo gradualmente sostituito con il più prestante 7,5 cm PaK 40. Nel 1942 un piccolo lotto fu fornito al Regio Esercito, che lo schierò in Russia con l'ARMIR
Per produrre un PaK 38 occorrevano 1 800 ore di lavoro e il costo unitario era di 10 600 RM.

## Tecnica
Il peso del pezzo era di circa 1 000 kg e la lunghezza totale era di 4,75 metri. La bocca da fuoco, lunga 60 calibri, era dotata di freno di bocca ed aveva una durata di 4-5000 colpi.  Le munizioni distribuite con l’arma, tutte del tipo a cartoccio-proietto (cioè proiettile e bossolo uniti assieme)  erano la PzG39 (Panzer-Granate, cioè granata perforante) il cui proiettile pesava 2,25kg e una velocità iniziale di 835 m/s oppure la SpG39 (Spreng-Granate, ossia granata esplosiva) del peso del proiettile di 1,96kg.
A partire dal 1941 i tedeschi si dovettero confrontare con i carri armati sovietici T-34 e KV-1, la cui corazza molto spessa richiedeva proietti più potenti: fu così introdotta la PzG40-H (Hartkern, cioè nucleo indurito, di tungsteno), capace di una velocità iniziale di 1.100 m/s. Per aumentarne l'efficacia nei combattimenti nei centri abitati contro i carri avversari più pesanti vennero distribuite delle speciali granate da sparare infilandone il codolo nella volata dell'arma: la SG42 (Stiel-Granate, granata con manico) del peso di 13,5 kg e a carica cava, con una gittata massima di soli 500 metri alla quale però poteva perforare ben 180mm di corazzatura, sufficiente a sconfiggere qualunque carro armato esistente all'epoca. Non è noto però quante ne siano state effettivamente fornite.
Gli organi di mira consistevano in un cannocchiale panoramico ZF3 da 3 ingrandimenti e, per le emergenze, da un alzo metallico pieghevole.
L'affusto a ruote d'acciaio era caratterizzato da una sagoma bassa e sfuggente; era formato da una struttura leggera a tubolari d'acciaio e era munito di trave a code divaricabili. La bocca da fuoco aveva una elevazione tra -8° e +27° ed un settore orizzontale di 65°. La scudatura di protezione per i cinque serventi era formata da due elementi in lamiera d'acciaio spessa 4 mm, curvi e fortemente inclinati. Lo stesso affusto fu utilizzato anche per il 7,5 cm PaK 97/38.
Il cannone era potente ed efficace: con i proiettili a nucleo di tungsteno PzG40 era capace di perforare una piastra d'acciaio spessa 101 mm a 750m. ed era in grado di distruggere qualunque carro armato in servizio all'epoca in virtù del suo nucleo di tungsteno, materiale durissimo e capace di aver ragione di corazze di acciaio molto spesse, ma anche raro e prezioso per l'economia di guerra della Germania, perciò ne vennero distribuiti relativamente pochi.  La cadenza di tiro del cannone Pak 38 era di circa 15 colpi al minuto, piuttosto elevata.

## Impiego operativo
il PaK 38 era normalmente trainato, assieme alla sua squadra di servizio e munizioni di pronto impiego, da un veicolo da 2 t., tipicamente un autocarro Opel Blitz o similare, oppure (sul fronte dell’Est in particolare) da un semicingolato SdKfz 251. Nelle ultime fasi della guerra l’impiego di autocarri di preda bellica era comune.
Il cannone era in dotazione alle batterie controcarri (PAK-Batterie) reggimentali e divisionali, in misura di 6 pezzi per batteria. Ogni reggimento di fanteria della Wehrmacht e ogni reggimento di artiglieria disponeva di almeno una batteria controcarri per le quali queste armi costituivano la dotazione standard, essendo i cannoni più pesanti come il PaK 40 o il Pak 36(r) in servizio nei gruppi controcarri pesanti (schwere PaK-Abteilungen).
Secondo i resoconti dell’epoca, il PaK 38 era molto gradito dalle squadre cannonieri tedesche, perché relativamente agevole da mettere in batteria e da manovrare. Era anche piuttosto piccolo e facile da mimetizzare. Le munizioni erano poco affaticanti da maneggiare, rispetto ai cannoni più pesanti. Le buone prestazioni complessive dell’arma (in particolare l’ottima precisione e potenza) lo resero un nemico temibile per i carristi alleati, specie se si considera anche l’elevato livello di addestramento dei cannonieri tedeschi che sapevano sfruttare al meglio le sue qualità. Nell’Africa del Nord in particolare, si rivelò molto temuto dai carristi britannici per la sagoma bassa che lo rendeva difficile da individuare.
A partire dal 1943, le corazze dei carri sovietici e statunitensi erano divenute troppo spesse per il Pak 38 e si rese necessario “accorciare” le distanze di ingaggio, con tutti i conseguenti gravi rischi per i serventi. Tuttavia, la Wehrmacht giudicò il pezzo abbastanza valido da restare in servizio fino alla fine del conflitto, e venne anche generosamente fornito agli alleati dei tedeschi (come Italia, Ungheria e Finlandia).